# Kasteel van Bekkerzeel

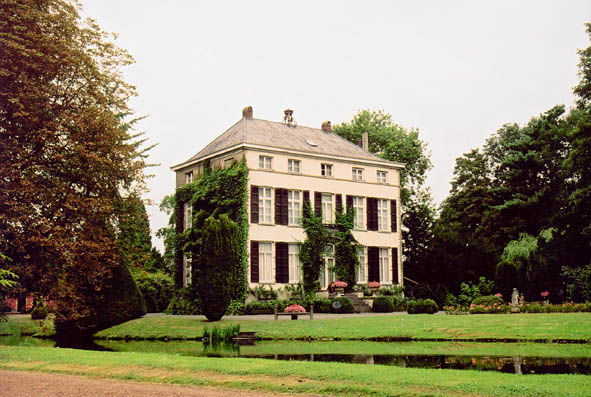
Kasteel van Bekkerzeel

Het Kasteel van Bekkerzeel (ook: Hof te Zitterd) is een kasteel in de tot de Vlaams-Brabantse gemeente Asse behorende plaats Bekkerzeel, gelegen aan de Schutstraat 6.

## Geschiedenis
Het geslacht Zitterd had dit goed in de 14e eeuw in eigendom. Meerdere eigenaren volgden. In 1599 werd melding gemaakt van een vervallen toestand. In de 18e eeuw tot 1811 was het in bezit van de familie Beydaels. Daarna kwam het aan de familie Wauters de Besterfeld.
Het kasteeltje werd in 1832, op het bestaande grondplan, geheel verbouwd waarbij een neoclassicistisch landhuis ontstond. Omstreeks 1860 werden de portierswoning en de stallen gebouwd. Deze kwamen in plaats van eerdere gebouwtjes.
In 1958 werd het kasteel gekocht door Odilon van der Haegen. Deze liet het kasteel restaureren waarbij de vorm van 1832 werd bewaard. Het omringende park kreeg echter een minder formele structuur en ook de gracht ging meer als een vijver ogen.

## Gebouw
Het kasteel staat op een langgerekt eiland, omringd door grachten. Het park meet ongeveer 4 ha.